# Contre-la-montre masculin aux championnats du monde de cyclisme sur route 2020
Le contre-la-montre masculin aux championnats du monde de cyclisme sur route 2020 a lieu sur 31,7 kilomètres le 25 septembre 2020 à Imola, en Italie.

## Parcours
Le début et la fin de l'épreuve a lieu sur l'Autodromo Enzo e Dino Ferrari d'Imola. La course est tracée sur un parcours plat de 32 kilomètres, pour 200 mètres de dénivelé. Les trois derniers kilomètres de course ont lieu sur le circuit automobile.

## Système de qualification
Chaque nation peut inscrire deux participants. Le tenant du titre Rohan Dennis est autorisé à prendre le départ de l'épreuve en plus du quota attribué par nation,.
| Équipes nationales (38)- Australie - Azerbaijan - Biélorussie - Belgique - Canada - Chili - Colombie - Tchéquie - Danemark - Érythrée - Estonie - France - Allemagne - Grande-Bretagne - Grèce - Hongrie - Irlande - Italie - Kazakhstan - Lettonie - Lituanie - Mexique - Pays-Bas - Nouvelle-Zélande - Norvège - Pologne - Portugal - Roumanie - Russie - Serbie - Slovénie - Slovaquie - Espagne - Suède - Suisse - Syrie - Ukraine - États-Unis |
| |

## Favoris
Le double tenant du titre, l'Australien Rohan Dennis est à la recherche d'un triplé consécutif déjà réalisé dans le passé par son compatriote Michael Rogers et par l'Allemand Tony Martin. Il a comme principaux adversaires les Belges Wout van Aert et Victor Campenaerts, le Suisse Stefan Küng, ainsi que l'Italien Filippo Ganna, le Français Rémi Cavagna, le Néerlandais Tom Dumoulin et le Britannique Geraint Thomas,.

## Classement
| \| Classement général \| Classement général \| Classement général \| Classement général \| Classement général \| \| Coureur \| Coureur \| Pays \| Équipe \| Temps \| \| ------------------ \| ------------------ \| ------------------ \| ------------------ \| ------------------ \| \| 1er \| Filippo Ganna \| Italie \| Italie \| 35 min 54 s \| \| 2e \| Wout van Aert \| Belgique \| Belgique \| + 26 s \| \| 3e \| Stefan Küng \| Suisse \| Suisse \| + 29 s \| \| 4e \| Geraint Thomas \| Royaume-Uni \| Grande-Bretagne \| + 37 s \| \| 5e \| Rohan Dennis \| Australie \| Australie \| + 39 s \| \| 6e \| Kasper Asgreen \| Danemark \| Danemark \| + 47 s \| \| 7e \| Rémi Cavagna \| France \| France \| + 48 s \| \| 8e \| Victor Campenaerts \| Belgique \| Belgique \| + 52 s \| \| 9e \| Alex Dowsett \| Royaume-Uni \| Grande-Bretagne \| + 1 min 06 s \| \| 10e \| Tom Dumoulin \| Pays-Bas \| Pays-Bas \| + 1 min 14 s \| \| 11e \| Nélson Oliveira \| Portugal \| Portugal \| + 1 min 15 s \| \| 12e \| Patrick Bevin \| Nouvelle-Zélande \| Nouvelle-Zélande \| + 1 min 19 s \| \| 13e \| Andreas Leknessund \| Norvège \| Norvège \| + 1 min 30 s \| \| 14e \| Edoardo Affini \| Italie \| Italie \| + 1 min 31 s \| \| 15e \| Luke Durbridge \| Australie \| Australie \| + 1 min 36 s \| \| 16e \| Jasha Sütterlin \| Allemagne \| Allemagne \| + 1 min 38 s \| \| 17e \| Mikkel Bjerg \| Danemark \| Danemark \| + 1 min 47 s \| \| 18e \| Daniel Martínez \| Colombie \| Colombie \| + 1 min 52 s \| \| 19e \| Max Walscheid \| Allemagne \| Allemagne \| + 1 min 56 s \| \| 20e \| Kamil Gradek \| Pologne \| Pologne \| + 2 min 05 s \| |                    |                  |                  |              |
| |                    |                  |                  |              |
| Source : ProCyclingStats |                    |                  |                  |              |
| Classement général |                    |                  |                  |              |
| Coureur | Coureur            | Pays             | Équipe           | Temps        |
| 1er | Filippo Ganna      | Italie           | Italie           | 35 min 54 s  |
| 2e | Wout van Aert      | Belgique         | Belgique         | + 26 s       |
| 3e | Stefan Küng        | Suisse           | Suisse           | + 29 s       |
| 4e | Geraint Thomas     | Royaume-Uni      | Grande-Bretagne  | + 37 s       |
| 5e | Rohan Dennis       | Australie        | Australie        | + 39 s       |
| 6e | Kasper Asgreen     | Danemark         | Danemark         | + 47 s       |
| 7e | Rémi Cavagna       | France           | France           | + 48 s       |
| 8e | Victor Campenaerts | Belgique         | Belgique         | + 52 s       |
| 9e | Alex Dowsett       | Royaume-Uni      | Grande-Bretagne  | + 1 min 06 s |
| 10e | Tom Dumoulin       | Pays-Bas         | Pays-Bas         | + 1 min 14 s |
| 11e | Nélson Oliveira    | Portugal         | Portugal         | + 1 min 15 s |
| 12e | Patrick Bevin      | Nouvelle-Zélande | Nouvelle-Zélande | + 1 min 19 s |
| 13e | Andreas Leknessund | Norvège          | Norvège          | + 1 min 30 s |
| 14e | Edoardo Affini     | Italie           | Italie           | + 1 min 31 s |
| 15e | Luke Durbridge     | Australie        | Australie        | + 1 min 36 s |
| 16e | Jasha Sütterlin    | Allemagne        | Allemagne        | + 1 min 38 s |
| 17e | Mikkel Bjerg       | Danemark         | Danemark         | + 1 min 47 s |
| 18e | Daniel Martínez    | Colombie         | Colombie         | + 1 min 52 s |
| 19e | Max Walscheid      | Allemagne        | Allemagne        | + 1 min 56 s |
| 20e | Kamil Gradek       | Pologne          | Pologne          | + 2 min 05 s |

## Liste des participants
La liste des participants est la suivante
| Rang | No. | Coureur                | Pays             | Heure de départ  | Intermediaire 1 | Arrivée     | Moyenne | Ecart        |
| ---- | --- | ---------------------- | ---------------- | ---------------- | --------------- | ----------- | ------- | ------------ |
| 55   | 57  | Ahmad Wais             | Syrie            | 14 h 30 min 0 s  | 22 min 7 s      | 42 min 19 s | 44.947  | + 6 min 25 s |
| 51   | 56  | Viktor Filutás         | Hongrie          | 14 h 31 min 30 s | 21 min 25 s     | 41 min 17 s | 46.072  | + 5 min 23 s |
| 41   | 55  | Alexander Cataford     | Canada           | 14 h 33 min 0 s  | 20 min 31 s     | 39 min 43 s | 47.889  | + 3 min 49 s |
| 32   | 54  | Dmitriy Gruzdev        | Kazakhstan       | 14 h 34 min 30 s | 20 min 15 s     | 39 min 5 s  | 48.665  | + 3 min 11 s |
| 49   | 53  | Andrei Stepanov        | Russie           | 14 h 36 min 0 s  | 21 min 8 s      | 40 min 46 s | 46.656  | + 4 min 52 s |
| 19   | 52  | Max Walscheid          | Allemagne        | 14 h 37 min 30 s | 19 min 39 s     | 37 min 51 s | 50.251  | + 1 min 56 s |
| 37   | 51  | Jakub Otruba           | Tchéquie         | 14 h 39 min 0 s  | 20 min 23 s     | 39 min 26 s | 48.233  | + 3 min 31 s |
| 46   | 50  | Felix Ritzinger        | Autriche         | 14 h 40 min 30 s | 21 min 3 s      | 40 min 20 s | 47.157  | + 4 min 26 s |
| 31   | 49  | Nicolas Roche          | Irlande          | 14 h 42 min 0 s  | 20 min 3 s      | 38 min 56 s | 48.853  | + 3 min 2 s  |
| 28   | 48  | Maciej Bodnar          | Pologne          | 14 h 43 min 30 s | 19 min 55 s     | 38 min 31 s | 49.381  | + 2 min 37 s |
| 34   | 47  | Ivo Oliveira           | Portugal         | 14 h 45 min 0 s  | 20 min 17 s     | 39 min 17 s | 48.417  | + 3 min 23 s |
| 52   | 46  | Yauheni Karaliok       | Biélorussie      | 14 h 46 min 30 s | 21 min 30 s     | 41 min 35 s | 45.739  | + 5 min 41 s |
| 29   | 45  | Brandon McNulty        | États-Unis       | 14 h 48 min 0 s  | 20 min 3 s      | 38 min 45 s | 49.084  | + 2 min 51 s |
| 50   | 44  | Finn Fisher-Black      | Nouvelle-Zélande | 14 h 49 min 30 s | 20 min 46 s     | 40 min 52 s | 46.542  | + 4 min 57 s |
| 22   | 43  | Benjamin Thomas        | France           | 14 h 51 min 0 s  | 19 min 36 s     | 38 min 9 s  | 49.856  | + 2 min 14 s |
| 21   | 42  | Jos van Emden          | Pays-Bas         | 14 h 52 min 30 s | 19 min 32 s     | 38 min 8 s  | 49.878  | + 2 min 14 s |
| 14   | 41  | Edoardo Affini         | Italie           | 14 h 54 min 0 s  | 19 min 6 s      | 37 min 25 s | 50.833  | + 1 min 31 s |
| 15   | 40  | Luke Durbridge         | Australie        | 14 h 55 min 30 s | 19 min 6 s      | 37 min 30 s | 50.720  | + 1 min 36 s |
| 39   | 39  | Carlos Oyarzún         | Chili            | 14 h 57 min 0 s  | 20 min 28 s     | 39 min 40 s | 47.950  | + 3 min 46 s |
| 47   | 38  | Ognjen Ilić            | Serbie           | 14 h 58 min 30 s | 20 min 44 s     | 40 min 27 s | 47.021  | + 4 min 33 s |
| 53   | 37  | Spas Gyurov            | Bulgarie         | 15 h 0 min 0 s   | 21 min 29 s     | 41 min 36 s | 45.721  | + 5 min 42 s |
| 56   | 36  | Ingvar Ómarsson        | Islande          | 15 h 1 min 30 s  | 21 min 49 s     | 42 min 19 s | 44.947  | + 6 min 25 s |
| 40   | 35  | Ulises Castillo        | Mexique          | 15 h 3 min 0 s   | 20 min 18 s     | 39 min 43 s | 47.889  | + 3 min 48 s |
| 42   | 34  | Polychrónis Tzortzákis | Grèce            | 15 h 4 min 30 s  | 20 min 29 s     | 39 min 45 s | 47.849  | + 3 min 51 s |
| 54   | 33  | Elchin Asadov          | Azerbaïdjan      | 15 h 6 min 0 s   | 21 min 34 s     | 41 min 51 s | 45.448  | + 5 min 57 s |
| 36   | 32  | Evaldas Šiškevičius    | Lituanie         | 15 h 7 min 30 s  | 20 min 20 s     | 39 min 23 s | 48.295  | + 3 min 29 s |
| 38   | 31  | Barnabás Peák          | Hongrie          | 15 h 9 min 0 s   | 20 min 16 s     | 39 min 26 s | 48.233  | + 3 min 32 s |
| 17   | 30  | Mikkel Bjerg           | Danemark         | 15 h 10 min 30 s | 19 min 22 s     | 37 min 41 s | 50.473  | + 1 min 47 s |
| N.P  | 29  | Hugo Houle             | Canada           | 15 h 12 min 0 s  |                 |             |         |              |
| 33   | 28  | Mykhailo Kononenko     | Ukraine          | 15 h 13 min 30 s | 20 min 6 s      | 39 min 15 s | 48.459  | + 3 min 21 s |
| 45   | 27  | Gleb Karpenko          | Estonie          | 15 h 15 min 0 s  | 20 min 48 s     | 40 min 17 s | 47.216  | + 4 min 23 s |
| 43   | 26  | Daniil Fominykh        | Kazakhstan       | 15 h 16 min 30 s | 21 min 7 s      | 39 min 45 s | 47.849  | + 3 min 51 s |
| 48   | 25  | Ján Andrej Cully       | Slovaquie        | 15 h 18 min 0 s  | 21 min 14 s     | 40 min 42 s | 46.732  | + 4 min 48 s |
| 35   | 24  | Petr Rikunov           | Russie           | 15 h 19 min 30 s | 20 min 37 s     | 39 min 23 s | 48.295  | + 3 min 29 s |
| 16   | 23  | Jasha Sütterlin        | Allemagne        | 15 h 21 min 0 s  | 19 min 30 s     | 37 min 32 s | 50.675  | + 1 min 38 s |
| 23   | 22  | Josef Černý            | Tchéquie         | 15 h 22 min 30 s | 19 min 46 s     | 38 min 10 s | 49.834  | + 2 min 15 s |
| 4    | 21  | Geraint Thomas         | Royaume-Uni      | 15 h 24 min 0 s  | 18 min 41 s     | 36 min 31 s | 52.086  | + 37 s       |
| 27   | 20  | Matthias Brändle       | Autriche         | 15 h 25 min 30 s | 19 min 42 s     | 38 min 28 s | 49.445  | + 2 min 34 s |
| 25   | 19  | Ryan Mullen            | Irlande          | 15 h 27 min 0 s  | 19 min 42 s     | 38 min 25 s | 49.510  | + 2 min 31 s |
| 20   | 18  | Kamil Gradek           | Pologne          | 15 h 28 min 30 s | 19 min 44 s     | 38 min 0 s  | 50.053  | + 2 min 5 s  |
| 18   | 17  | Daniel Martínez        | Colombie         | 15 h 30 min 0 s  | 19 min 23 s     | 37 min 46 s | 50.362  | + 1 min 52 s |
| 13   | 16  | Andreas Leknessund     | Norvège          | 15 h 31 min 30 s | 19 min 12 s     | 37 min 24 s | 50.856  | + 1 min 30 s |
| 24   | 15  | Jan Tratnik            | Slovénie         | 15 h 33 min 0 s  | 19 min 38 s     | 38 min 18 s | 49.661  | + 2 min 24 s |
| 44   | 14  | Tobias Ludvigsson      | Suède            | 15 h 34 min 30 s | 20 min 24 s     | 39 min 50 s | 47.749  | + 3 min 56 s |
| 26   | 13  | Peio Bilbao            | Espagne          | 15 h 36 min 0 s  | 19 min 52 s     | 38 min 27 s | 49.467  | + 2 min 33 s |
| 8    | 12  | Victor Campenaerts     | Belgique         | 15 h 37 min 30 s | 18 min 58 s     | 36 min 46 s | 51.732  | + 52 s       |
| 11   | 11  | Nélson Oliveira        | Portugal         | 15 h 39 min 0 s  | 19 min 23 s     | 37 min 9 s  | 51.198  | + 1 min 15 s |
| 6    | 10  | Kasper Asgreen         | Danemark         | 15 h 40 min 30 s | 19 min 5 s      | 36 min 41 s | 51.849  | + 47 s       |
| 30   | 9   | Lawson Craddock        | États-Unis       | 15 h 42 min 0 s  | 19 min 55 s     | 38 min 48 s | 49.021  | + 2 min 54 s |
| 12   | 8   | Patrick Bevin          | Nouvelle-Zélande | 15 h 43 min 30 s | 19 min 27 s     | 37 min 13 s | 51.106  | + 1 min 19 s |
| 9    | 7   | Alex Dowsett           | Royaume-Uni      | 15 h 45 min 0 s  | 19 min 4 s      | 37 min 0 s  | 51.405  | + 1 min 6 s  |
| 7    | 6   | Rémi Cavagna           | France           | 15 h 46 min 30 s | 18 min 57 s     | 36 min 42 s | 51.826  | + 48 s       |
| 2    | 5   | Wout van Aert          | Belgique         | 15 h 48 min 0 s  | 18 min 51 s     | 36 min 20 s | 52.349  | + 26 s       |
| 3    | 4   | Stefan Küng            | Suisse           | 15 h 49 min 30 s | 18 min 47 s     | 36 min 23 s | 52.277  | + 29 s       |
| 10   | 3   | Tom Dumoulin           | Pays-Bas         | 15 h 51 min 0 s  | 18 min 51 s     | 37 min 8 s  | 51.221  | + 1 min 14 s |
| 1    | 2   | Filippo Ganna          | Italie           | 15 h 52 min 30 s | 18 min 5 s      | 35 min 54 s | 52.981  |              |
| 5    | 1   | Rohan Dennis           | Australie        | 15 h 54 min 0 s  | 18 min 26 s     | 36 min 33 s | 52.038  | + 39 s       |